# Resident Evil: Code Veronica
Resident Evil: Code Veronica är ett TV-spel tillverkat av Capcom som har släppts till spelkonsolerna Sega Dreamcast (2000), Playstation 2 (2001) och Nintendo GameCube (2003). I de två sistnämnda versionerna lades ett "X" till efter titeln. Spelet var tidigare menat att heta Resident Evil 4: Code Veronica, men eftersom den ¨riktiga¨ Resident Evil 4 ännu var under utveckling när detta spel var tänkt att släppas, så togs fyran bort från titeln och detta spel blev en spin-off istället.
Den första utgåvan av Code Veronica innehöll en exklusiv spel-demo på en extra DVD av Devil May Cry, vars första spel i vad som skulle bli en serie, släpptes senare samma år.
En HD-version släpptes för nedladdning till Playstation 3 och Xbox 360 den 27 september 2011.

## Handling
Efter att Claire Redfield med nöd och näppe klarat sig från mardrömmen i Raccoon city i Resident Evil 2 i sitt sökande efter sin bror Chris Redfield är hon nu tillbaka i ett nytt äventyr där hennes sökande fortsätter. Spåren leder till företaget Umbrella Corporation. Efter ett misslyckat försök att ta sig in på företagets Pariskontor tillfångatas hon och förs till den avlägsna ön Rockfort Island. Hon lyckas fly med medfången Steve Burnside samtidigt som zombies, ett resultat av Umbrellas misslyckade forskning, attackerar dem. Claire och Steve lyckas till slut ta sig från ön, men hamnar istället i ett av företagets hemliga labb i Antarktis, där det finns ett virus vid namn T-Veronica. Här utspelar sig finalen mot Umbrella.
Förutom möjligheten att kontrollera Claire Redfield kan man även styra hennes bror Chris en stor del av spelet. Hans närvaro förklaras med att Claire under sin vistelse på Rockfort lyckades skicka iväg ett meddelande till Leon S. Kennedy (Resident Evil 2 och Resident Evil 4) som i sin tur meddelade brodern om hennes situation.

## Figurer
- Claire Redfield
- Chris Redfield
- Steve Burnside
- Albert Wesker
- Alfred Ashford